# Arge similis
Espèce
Arge similis est une espèce d'insectes hyménoptères de la famille des Argidae.